# Cursor

Blinkender Cursor in einem Textfeld

Ein Cursor [ˈkɜː(ɹ)sə(ɹ)] (englisch cursor; von lateinisch cursor, ‚Läufer‘/‚Kurier‘) dient bei Computerprogrammen dazu, die aktuelle Bearbeitungsposition zu definieren oder anzuzeigen.
Der Begriff Cursor wird mit Eingabemarke übersetzt. Sie zeigt dem Benutzer die Bearbeitungsposition in einem Text-Eingabebereich an, also an welcher Stelle ein Zeichen eingefügt oder gelöscht wird.
Als Cursor wird auch eine programminterne Positionsmarke bezeichnet, durch die festgelegt wird, von welcher Stelle Informationen gelesen und verarbeitet werden; beispielsweise bei einer Programmschleife.
Oft wird auch der Mauszeiger (englisch Pointer) als Cursor bezeichnet. Tatsächlich aber wird mit der Maus der Cursor lediglich positioniert bzw. der Fokus gesetzt auf eines der Elemente der Benutzeroberfläche, das u. a. ein Textfeld mit Eingabemarke sein kann. Unter Unix-artigen Systemen (neben kommerziellen Unix-Systemen vor allem auch Linux) war es beim X Window System in den 1990er Jahren üblich, dass die Position der Maus nicht nur das aktive Fenster bestimmt, sondern auch, wenn darin ein Texteingabefeld vorhanden ist, in gleicher Weise dessen Cursor aktiviert (focus-follows-mouse, übersetzt in etwa „der Fokus folgt der Maus(position)/dem Mauszeiger“; nach dem X Window System auch oft als X-Mouse bezeichnet).